# 도세 데 옥투브레 FC
도세 데 옥투브레 FC(12 de Octubre Football Club)는 파라과이 이타우과를 연고로 하는 축구 클럽이다. 이 팀은 1914년 8월 14일에 창단되었으며 현재는 프리메라 디비시온 B 메트로폴리타나에 참가하고 있다.

## 선수 명단

### 현역
참고: FIFA 자격 규정에 따라 소속된 국가대표팀 국기를 표시합니다. 선수는 복수의 FIFA 비회원국 국적을 가지고 있을 수 있습니다.
| 번호 | 포지션 | 국적     | 이름            |
| ---- | ------ | -------- | --------------- |
| 9    | FW     |          | 마르틴 바탈리니 |
| 14   | DF     | 파라과이 | 파울로 다 실바  |

| 번호 | 포지션 | 국적 | 이름          |
| ---- | ------ | ---- | ------------- |
| -    | MF     |      | 악셀 후아레스 |